# Hartwig Reventlow
Hartwig Reventlow, auch Hartwich, († zwischen 1353 und 1356) war ein Ritter aus dem Geschlecht der Reventlow im Dienst der Grafen von Schauenburg und Holstein.

## Leben und Wirken
Informationen über die ersten Jahrzehnte von Reventlows Leben sind nicht dokumentiert. Sein Vater war vermutlich der Hartwig Reventlow, der zwischen 1257 und 1272 in Dokumenten erwähnt wurde und um das Jahr 1300 noch lebte. Der Name seiner Mutter ist nicht dokumentiert. Reventlow selbst hatte gemäß Quellen einen Sohn namens Iven.
Ein erster Existenznachweis Reventlows datiert auf das Jahr 1315. Sieben Jahre später ist er erstmals als Ritter genannt. Informationen über ihn gehen auf das 1448 verfasste Chronicon Holtzatziae des sogenannten Presbyter Bremensis zurück und sind sagenhaft. Dieses Werk wurde später, insbesondere gegen Ende des 16. Jahrhunderts, im Umfeld von Heinrich Rantzau ausgebaut. W. Berblinger schrieb 1881 in Gerhard der Große von Holstein und seine Residenz Rendsburg, dass Reventlow anfangs Adolf, dem Sohn von Graf Johann II. von Holstein-Kiel, und danach dem Grafen Gerhard III. aus der Rendsburger Linie gedient habe. In der Literatur heißt es er habe Adolf erschlagen, um die Ehre seiner Tochter zu rächen und Gerhard zur Schlacht von Wöhrden bewegt. Zeitgenössische Belege hierfür fehlen jedoch.

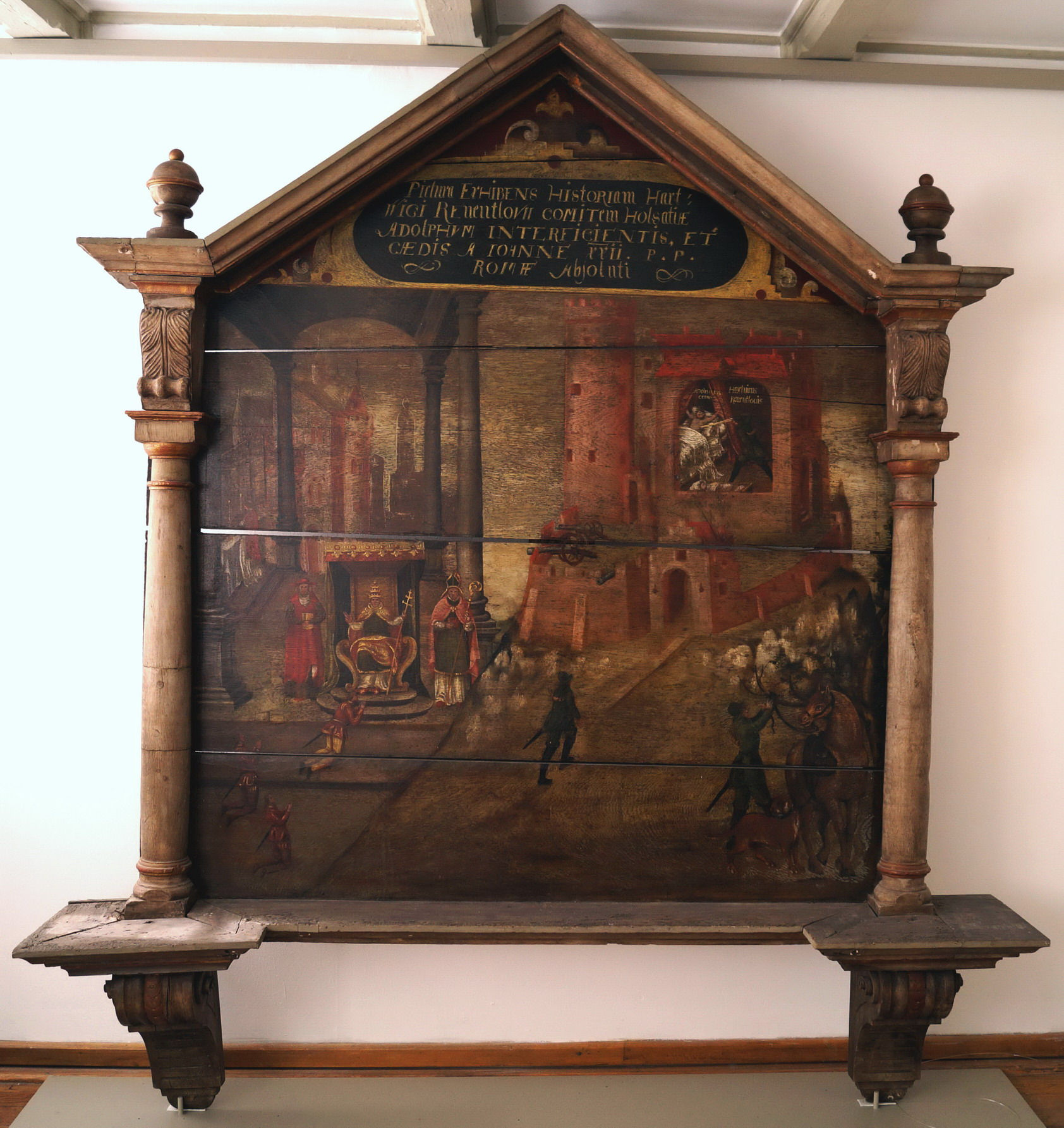
Tafelbild in der Segeberger Marienkirche mit Darstellung von Hartwigs Mord an Adolf (rechts oben). Die Szene links zeigt den Mörder vor Papst Johannes XXII.

Gemäß dem Chronicon Holtzatziae erkannte Reventlow als erster die Begabung des Grafen Gerhard III., der ohne Vater aufwuchs. Er unterstützte ihn und brachte ihn in eine führende Position im zerrüttenden Haus der Schauenburger. Dabei half 1315 der angeblich von Reventlow ausgeführte Mord an Adolf auf der Siegesburg. Der Grund für diese Tat soll eine Ehrverletzung der Familie des Grafen und eine Vergewaltigung dessen Tochter oder Gattin gewesen sein. Nach dem Mord unternahm Reventlow angeblich eine Bußwallfahrt nach Rom. Außerdem habe er im Kloster Itzehoe ein aufwändiges Bauwerk anfertigen lassen, das ein Refektorium und einen Schlafsaal umfasste. Dokumentiert ist jedoch lediglich, dass der Graf ermordet wurde. Ob Reventlow die Tat ausführte, ist fraglich.
Reventlow den Mord an dem Grafen zuzuschreiben, liegt angesichts dessen Beziehung zu Graf Gerhard nahe. Der Graf profitierte von dem Tod Adolfs, dessen Kieler Linie somit nicht mehr um den Besitz der Grafschaft Holstein kämpfen konnte. Außerdem ist Reventlow insbesondere seit 1315 in vielen Urkunden zu finden, die in Zusammenhang mit Vorgängen um Gerhard stehen. Erste Dokumente behandeln den Friedensschluss zwischen Gerhard, dessen Vetter Johann III., dem von ihnen nach der Ermordung seines Sohnes entmachteten Vetter Johann II. und der Stadt Kiel. Auch in den Folgejahren ist Reventlow an herausgehobener Position in zahlreichen Dokumenten Gerhard III. zu finden. Daher dürfte er einer der bedeutendsten Ratgeber des Grafen gewesen sein. Seine Siegel sind auf der Urkunde über die Landesteilung zwischen Gerhard und Johann III. aus dem Jahr 1316 und dem wiederholten Friedensvertrag der Vettern mit Johann II. und der Stadt Kiel zu sehen. Außerdem besiegelte er 1323 das Übereinkommen von 88 Rittern und Knappen aus Holstein gegen Gewalttaten Johann III. 1325 setzte er sein Siegel unter den Vergleich, den Gerhard und Johann über das Land zwischen Eider und Schlei schlossen.
1329 schloss Graf Gerhard Frieden mit Johann und gab dabei Reventlow als Schiedsmann an. 1339 besiegelte der Ritter das Friedensabkommen von Gerhard und Waldemar V. von Schleswig. 1340 fungierte er als Schiedsmann bei dem Übereinkommen derselben Grafen, Pfändungen in Nordjütland und Schleswig zu tauschen. 
Graf Gerhard III. starb 1340 gewaltsam; Reventlow ist danach nur noch selten in Belegen zu finden. Letzte Lebenszeichen datieren auf das Jahr 1353. Im Jahr 1356 galt er als verstorben.